# Diplectrona aspersa
Diplectrona aspersa är en nattsländeart som först beskrevs av Georg Ulmer 1905.  Diplectrona aspersa ingår i släktet Diplectrona och familjen ryssjenattsländor. Inga underarter finns listade i Catalogue of Life.